# Наукова фантастика Туреччини
Наукова фантастика Туреччини, порівняно з Європою, з'явилася пізніше та розвивалася повільніше. Це було спричинене історичними причинами і дещо відмінним від Європи розвитком Османської імперії. Перші спроби місцевих літераторів у жанрі наукової фантастики побачили світ у період Танзимату і мали вигляд утопій з політичним присмаком. Перший перекладний твір з'явився у 1877 році. Фільми у жанрі наукової фантастики з'явилися в Туреччині у 1955 році. Нині в Туреччині існує лише одне потужне видавництво наукової фантастики, яке, утім, фокусується на перекладній класиці жанру. У 1990-ті та 2000-ні роки відбувалися постійні спроби публікацій науково-фантастичних часописів, але їхнє життя було вкрай коротким.

## Науково-фантастична література в Туреччині
Поява науково-фантастичної літератури в Туреччині відбулася доволі пізно, порівняно з Європою, і її розвиток залишився обмеженим. Це спричинено не так суто літературними факторами, як історичними. Бурхлива Промислова революція пройшла повз Туреччину, у ній не була Ренесансу, Науково-технічна революція прийшла пізно, тож для розвитку наукової фантастики не було необхідного наукового підґрунтя.
Перші приклади науково-фантастичної літератури — твори Жуля Верна вперше були перекладені та надруковані в Туреччині наприкінці Танзимату. Першим з'явився переклад «Подорожей і пригод капітана Геттераса», що вийшли друком у 1877. Потім з'явилися переклади решти романів. Переклади деяких назв романів Жуля Верна стали класичними, тому їх досі навіть у сучасній турецькій використовують за назвою, яку вони отримали за Османської імперії.
Слово, яке використовується зараз в сучасній турецькій мові для означення наукової фантастики, було запропоноване і затверджене у 1973 році.

### Наукова фантастика періоду Танзимату
На період Танзимату Османська імперія була технологічно відсталою країною, яка практично не мала власних проєктів, розрахованих на майбутнє. Поряд із цим країна мала політичні проблеми і потребувала реформ. Тому наукова фантастика увійшла у літературне життя у вигляді Утопії і обросла політичною оболонкою. Письменники мріяли про близьке майбутнє, де ідеальний світ утілювався в певній політичній моделі. Прикладом такого твору є оповідання Зії-паші про його сон, побачений в лондонському парку. Нібито він тодішньому султанові Абдул-Азізу поскаржився на зловживання великого візира і порадив скликати парламент для вирішення проблем у державі. Султан його послухався, звільнив візира і скликав парламент. На цьому політичний сон закінчився, бо працівники парку пашу розбудили.

### Після 1950-х
У науково-фантастичній літературі в Туреччині сталося певне пожвавлення з 1950-х років. Проте пожвавлення цілком умовне. Загалом у Туреччині було видано близько 700 науково-фантастичних творів. Із 1943 до 2004 року було опубліковано 71 книжку наукової фантастики турецьких авторів. За іншими даними, з 1950-х до 1990-х ця цифра становить близько 250 книжок.

### Сучасна Туреччина

#### Книжки
У 1990-ті в Туреччині нафкову фантастику публікувало видавництво Метіс, яке згодом від видавництва наукової фантастики відмовилося, хоча видавничу діяльність продовжує і нині. З кінця 1990-х —початку 2000-х їхню ініціативу перехопило видавництво Ітхакі. Зараз це видавництво є лідером у сфері видавництва науково-фантастичної літератури. Серію «Класика науково-фантастичної літератури», яку Ітхакі розпочала випуском роману «Дюна» у 2015 році, станом на 2024 налічує вже 99 найменувань.

##### Бібліотека
У Туреччині у Стамбулі діє перша та єдина бібліотека науково-фантастичної літератури імені Озґена Берколя Догана, заснована у 2012 році. Місія бібліотеки — зібрати у своїх фондах усі видані в Туреччині книжки наукової фантастики, фентезі та жахів. Усі твори збираються в бібліотеці будь-якою мовою, не лише турецькою.

#### Журнали
Журнали науково-фантастичного спрямування почали виходити в Туреччині в жовтні 1971 року, це був дев'ятисторінковий часопис, виданий Сезором Еркіном Енґіном. З 1974 року регулярно почав виходити журнал ANTARES. Часопис-довгожитель турецької науково-фантастичної періодики Х-НЕВІДОМЕ (тур. X-BİLİNMEYEN) уперше побачив світ у 1976 році. Після них у 1980 році з'явився фензин Метеорит (тур. Göktaşı), у 1988 — Журнал сучасного мистецтва і наукової фантастики (тур. Çağdaş Sanat Bilimkurgu dergisi), у 1989 — Піонер (тур. Öncü), у 1996 — Відчайдушна наукова фантастика (тур. Atılgan Bilimkurgu). Цей журнал проіснував до 2000 року, випустивши 14 номерів. Попри подальші спроби видавництва науково-фантастичної періодики, більшість із започаткованиї часописів не мали довгого життя. У 2002-2005 роках у Туреччині виходив єдиний науково-фантастичний часопис Непроханий гість (тур. Davetsiz Misafir), у якого з'явилося лише 10 випусків. У 2016-2017 у журналу SFX Туреччина вийшло лише 3 номери. Проте цілком успішно журнали наукової фантастики діють онлайн.

#### Фільми
Науково-фантастичні фільми Туреччини:
- НЛО в Стамбулі тур. Uçan Daireler İstanbul'da (1955)

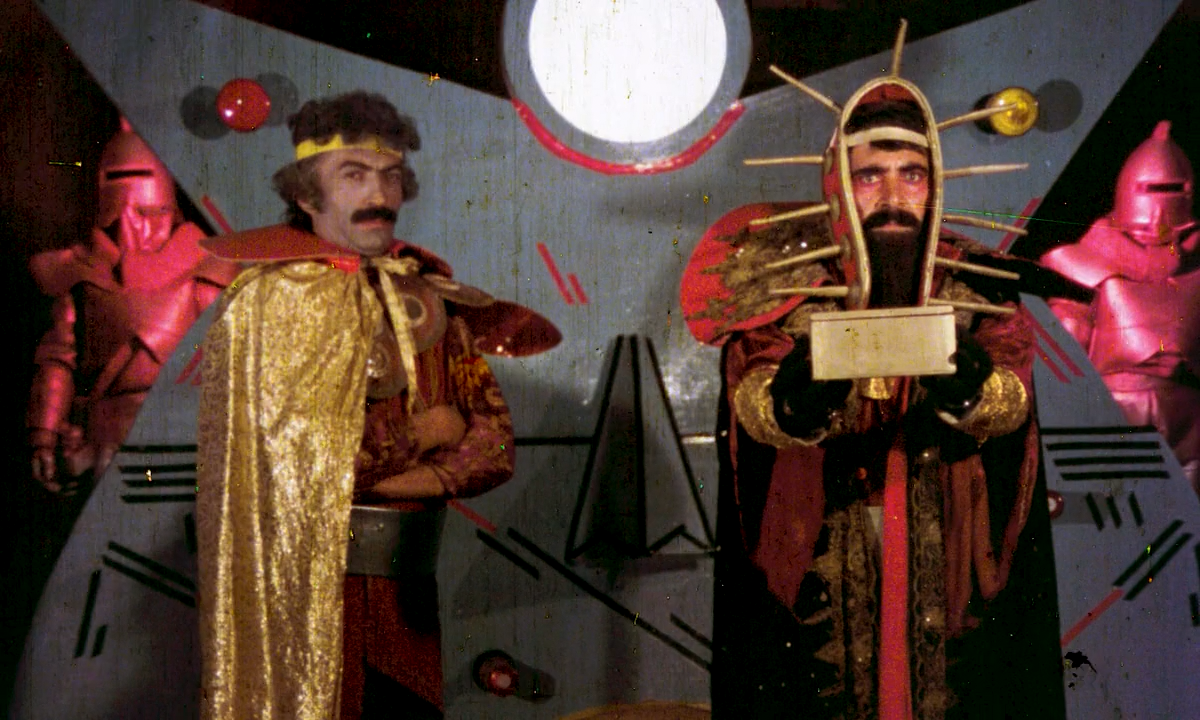
Кадр із фільму «Рятівник Землі»

- Людина-невидимка в Стамбулі тур. Görünmeyen Adam İstanbul'da (1955)
- Королева небес тур. Gökler Kraliçesi (1960 або 1970)
- Турист Омер на шляху в космос тур. Turist Ömer Uzay Yolunda (1973)
- Божевільний Юсуф тур. Deli Yusuf (1975)
- Рятівник Землі тур. Dünyayı Kurtaran Adam (1982)
- Баді тур. Badi (1983)
- Виготовлено в Японії тур. Japon İşi (1987)
- G.O.R.A.  (2004)
- Син рятівника Землі тур. Dünyayı Kurtaran Adam'ın Oğlu (2006)
- Некрют тур. Nekrüt (2008)
- A.R.O.G (2008)
- Космічні сили 2911 тур. Uzay Kuvvetleri 2911 (2014)
- Машина часу 1973 тур. Zaman Makinesi 1973 (2014)
- Зерно тур. Buğday (2017)
- Аріф v 216 тур. Arif v 216 (2018)

#### Ігри
- Dark Raid, Vector Games (2014)
- Solarix, Pulsetense Games (2016)
- Tartarus, Abyss Gameworks (2017)